# Ramstein-Miesenbach
Ramstein-Miesenbach är en stad i Landkreis Germersheim i Rheinland-Pfalz i Tyskland. Den har blivit mest känt för den amerikanska NATO-supporterande flygbasen Ramstein Air Base och den katastrof som den 28 augusti 1988 krävde 70 liv och skadade 346 personer när tre Aermacchi MB-339-plan kolliderade och havererade mitt bland åskådarna under en flyguppvisning.
Staden bildades 7 juni 1969 genom en sammanslagning av Miesenbach och Ramstein och ingår i kommunalförbundet Verbandsgemeinde Ramstein-Miesenbach tillsammans med ytterligare fyra kommuner.
Den tyska industriella metal-gruppen Rammstein har fått sitt namn från staden.
Partnerstäder är Balatonlelle i Ungern, Maxéville i Frankrike och Dover i USA.